# Rötelstein (Dachsteingebirge)
Der Rötelstein  (auch Rettenstein) ist ein 2247 m ü. A. hoher Berg in der Gemeinde Filzmoos im Bezirk St. Johann im Pongau. Der kegelförmige, nach allen Seiten steil abfallende Berg, liegt im Westen des Dachsteingebirges. Er ist wegen seiner schönen Aussicht über das Ennstal, die Niederen Tauern und das Dachsteingebirge ein beliebter Wanderberg. Am Gipfel befindet sich ein Gipfelkreuz mit Gipfelbuch.

## Anstiege
Markierte Anstiege:
- Von Osten über den Sulzenhals
- Von Westen über die Ahorneggalm

## Karten
- ÖK 50, Blatt 126 (Radstadt)